# Al Kindi
Al Kindi (Abū-Yūsuf Ya’qūb ibn Ishāq al-Kindī) (umro poslije 866.), također znan i kao Jakub ibn Isak ili na latinskom Alkindus, najraniji je značajni filozof arapske skolastike. Al Kindi je i prije Al Farabija počeo uvođenje Aristotelovog i neoplatonskog učenja u islamski svijet. On je smatrao da je dopustivo da vjera prevlada nad razumom. Opće je mišljenje da je bio zasjenjen drugim filozofima kao što su Al Farabi i Ibn Sina (Avicena).  

## Relevantni članci
- Filozofija
- Srednjovjekovna filozofija
- Islamska skolastika